# IQブロック
『IQブロック』(アイキューブロック、英:IQ BLOCK)は、台湾（中華民国）のソフトメーカー・IGSが開発しエイブルコーポレーションより1993年10月に発売されたアーケードゲーム。ジャンルはパズルゲーム。